# Papio anubis
El papión oliva, papión de Anubis, babuino de Anubis o babuino oliva (Papio anubis) es una especie de primate catarrino de la familia Cercopithecidae, una de las más esparcidas de papiones, se encuentra en veinticinco países de África, extendiéndose desde Malí hasta Etiopía y hacia Tanzania, con poblaciones aisladas en las regiones montañosas del Sahara. Habita en sabanas, estepas y regiones forestales.

## Distribución
La especie habita una franja de 25 países africanos ecuatoriales, casi abarcando desde las costas este a oeste del continente. Los límites exactos de esta franja no están claramente definidos, ya que el territorio de la especie se superpone con el de otras especies de babuinos. En muchos lugares, esto ha resultado en la hibridación entre especies. Por ejemplo, ha ocurrido una considerable hibridación entre el Papión oliva y el Papión hamadríada en Etiopía. También se ha observado la cría cruzada entre el babuino amarillo y el babuino de Guinea.